# Elgaria multicarinata
Elgaria multicarinata är en ödleart som beskrevs av  Henri Marie Ducrotay de Blainville 1835. Elgaria multicarinata ingår i släktet Elgaria och familjen kopparödlor. IUCN kategoriserar arten globalt som livskraftig.
Arten förekommer i västra USA nära havet och fram till norra delen av halvön Baja California (Mexiko). Elgaria multicarinata når i bergstrakter 1500 meter över havet. Habitatet varierar mellan skogar, buskskogar och gräsmarker. Ödlan hittas ofta nära vattendrag. Honan lägger sina ägg i underjordiska bon eller under stenansamlingar. 

## Underarter
Arten delas in i följande underarter:
- E. m. multicarinata
- E. m. scincicauda
- E. m. webbii
- E. m. ignava
- E. m. nana